# USS Lea (DD-118)
USS Lea (DD-118) là một tàu khu trục thuộc lớp Wickes của Hải quân Hoa Kỳ hoạt động trong cả hai cuộc Chiến tranh Thế giới thứ nhất và thứ hai. Nó là chiếc tàu chiến duy nhất của Hải quân Hoa Kỳ được đặt tên theo Edward Lea, một sĩ quan Hải quân Hoa Kỳ tử trận trong cuộc Nội chiến Hoa Kỳ.

## Thiết kế và chế tạo
Lea được đặt lườn vào ngày 18 tháng 9 năm 1917 tại xưởng tàu của hãng William Cramp & Sons ở Philadelphia, Pennsylvania. Nó được hạ thủy vào ngày 29 tháng 4 năm 1918, được đỡ đầu bởi bà Harry E. Collins, và được đưa ra hoạt động vào ngày 2 tháng 10 năm 1918 dưới quyền chỉ huy của Hạm trưởng, Thiếu tá Hải quân Willis Augustus Lee.

## Lịch sử hoạt động

### Giữa hai cuộc thế chiến
Sau khi phục vụ tại Đại Tây Dương cùng Hải đội Khu trục 19 vào năm 1919, Lea được điều động sang Hạm đội Thái Bình Dương vào năm 1920 và hoạt động chủ yếu dọc theo bờ Tây Hoa Kỳ trong những năm giữa hai cuộc thế chiến. Nó được cho xuất biên chế tại San Diego vào ngày 22 tháng 6 năm 1922; rồi được cho nhập biên chế trở lại vào ngày 1 tháng 5 năm 1930. Lea được cho xuất biên chế một lần nữa vào ngày 7 tháng 4 năm 1937; rồi hoạt động trở lại vào ngày 30 tháng 9 năm 1939. Dưới quyền chỉ huy của Thiếu tá Hải quân F. W. Slaven, nó lên đường đi sang vùng bờ Đông để tham gia các cuộc Tuần tra Trung lập bảo vệ vùng bờ biển Đại Tây Dương trong giai đoạn căng thẳng trước khi Hoa Kỳ tham gia Chiến tranh Thế giới thứ hai. Nó đã phục vụ hộ tống đoàn tàu vận tải chuyển binh lính Thủy quân Lục chiến đến chiếm đóng vào ngày Iceland 8 tháng 7 năm 1941.

### Thế Chiến II
Trong suốt hai năm rưỡi từ khi Hoa Kỳ tham gia chiến tranh, Lea làm nhiệm vụ hộ tống vận tải tại Bắc Đại Tây Dương, vùng biển Caribe và dọc theo bờ Đông trong bối cảnh có sự hoạt động tích cực của tàu ngầm U-boat Đức và điều kiện thời tiết khác nghiệt. Nó tham gia cứu vớt những người sống sót từ những tàu buôn bị đánh chìm cũng như kháng cự các cuộc tấn công của tàu ngầm đối phương, đạt thành công trong một số trường hợp.
Trường hợp cứu hộ ngoài biển khơi đầu tiên của Lea diễn ra vào tháng 2 năm 1942, khi nó cứu vớt thủy thủ đoàn của chiếc tàu buôn Xô Viết Dvinoles, vốn đã bỏ tàu sau khi hư hại do va chạm. Cuối tháng đó, vào ngày 24 tháng 2, là một ngày dài chiến đấu chống lại tàu ngầm đối phương, khi Lea và các tàu hộ tống khác phải lần lượt tách ra để đẩy lui các U-boat, vốn đã thành công trong việc đánh chìm bốn tàu buôn Đồng Minh.

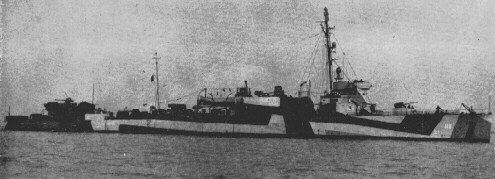
USS Lea (DD-118) đang khi hộ tống đoàn tàu vận tải.

Từ ngày 22 tháng 4 đến ngày 30 tháng 5 năm 1943, Lea tham gia đội tìm-diệt hình thành chung quanh tàu sân bay hộ tống Bogue trong nhiệm vụ đầu tiên của một đội như thế. Vào các ngày 21 và 22 tháng 5, máy bay của Bogue trở thành những chiếc đầu tiên đụng độ với một cuộc tấn công tàu ngầm quy mô lớn (wolfpack: bầy sói) nhắm vào đoàn tàu vận tải. Kết quả của sáu đợt tấn công nhằm bảo vệ đoàn tàu vận tải đã khiến đội tìm-diệt này được trao tặng danh hiệu Đơn vị Tuyên dương Tổng thống mà Lea được chia sẻ.

### Hoạt động phụ trợ
Vào ngày 31 tháng 12 năm 1943, Lea rời New York trong năm ngày cho nhiệm vụ hộ tống đoàn tàu vận tải khi nó bị một tàu buôn đâm phải. Được kéo đến Bermuda và sau đó là Boston, nó hoàn tất việc sửa chữa vào ngày 28 tháng 6 năm 1944, và bắt đầu khởi hành từ Newport để hoạt động như một tàu mục tiêu cho việc thực hành huấn luyện bay của máy bay ném bom ngư lôi thuộc tàu sân bay hộ tống. Từ tháng 1 đến tháng 6 năm 1945, nó đảm trách nhiệm vụ tương tự ngoài khơi Florida. Đi đến Philadelphia vào ngày 14 tháng 6, Lea được cho ngừng hoạt động tại đây vào ngày 20 tháng 7 năm 1945; tên nó được rút khỏi danh sách Đăng bạ Hải quân vào ngày 13 tháng 8 năm 1945; và lườn tàu được bán cho hãng Boston Metals Salvage Company tại Baltimore vào ngày 30 tháng 11 năm 1945 để tháo dỡ.

## Phần thưởng
Lea được tặng thưởng ba Ngôi sao Chiến trận do thành tích phục vụ trong Thế Chiến II.